# Arnold Wesker
Arnold Wesker (Stepney, Londres, 24 de mayo de 1932-12 de abril de 2016) fue un dramaturgo británico conocido por sus contribuciones al llamado kitchen sink drama. Fue autor de 42 obras de teatro, cuatro volúmenes de cuentos, dos volúmenes de ensayos, un libro de periodismo, un libro infantil, y otros trabajos en periodismo, poesía, y escritos relacionados. Sus obras fueron traducidas a 17 lenguas y representadas alrededor del mundo.

## Vida
Nacido en Londres, hijo de un sastre de origen judío-ruso, y de madre judía-húngara. Entre 1943 y 1948 se educó en el Upton House Central School. Realizó varios trabajos a lo largo de su vida, como ebanista, vendedor de libros, plomero, trabajador rural, comerciante de granos y repostero.
En 1950 fue enrolado en la Fuerza Aérea, experiencia que luego sería la base del relato de la obra Chips with Everything.
Escribió a temprana edad las obras Roots, The Kitchen, yTheir Very Own and Golden City que fueron representadas por la English Stage Company en el Royal Court Theatre bajo la dirección de George Devine y más tarde de William Gaskill.
La inspiración para The Kitchen le llegó cuando estaba trabajando en el Bell Hotel de Norwich. Fue en este trabajo donde conoció a quien sería su esposa en el futuro, Dusty. Roots está ambientada en Norfolk.
Fundó y dirigió el primer teatro del centro cultural Roundhouse, llamado Centre 42, en 1964.
En 2005 publicó su primera novela, llamada Honey, la cual narra las experiencias de Beatie Bryant, la heroína de su anterior obra teatral, Roots.
Fue nombrado Caballero en el año 2006. Es miembro de la Royal Society of Literature.
En el 2008 Arnold Wesker publicó su primera colección de poesía, All Things Tire of Themselves (editorial Flambard Press).

## Obras
En sus obras se ven muchas veces representadas las clases más bajas, como los judíos pobres y los humildes del East End de Londres.
- La cocina (The Kitchen, 1957)
- Sopa de pollo con cebada (Chicken Soup with Barley, 1958)
- Raices (Roots, 1958)
- Hablo de Jerusalem (I'm talking about Jerusalem, 1958)
- Menace, 1961
- Papas fritas y todo lo demás (Chips with Everything, 1962)
- The Nottingham Captain, 1962
- Las cuatro estaciones (The Four Seasons, 1965)
- Ciudad dorada (Their Very Own and Golden City, 1966)
- The Friends, 1970
- The Old Ones, 1970
- The Journalist, 1972
- The Wedding Feast, 1974
- Shylock, 1976
- Love Letters on Blue Paper, 1976
- Phoenix, 1980
- Caritas, 1980
- Words on the Wind, 1980
- One More Ride on the Merry-Go-Round, 1980
- Breakfast, 1981
- Sullied Hand, 1981
- Four Portraits - Of Mothers, 1982
- Annie Wobbler, 1982
- Yardsale, 1983
- Cinders, 1983
- The Merchant, 1983
- Whatever Happened to Betty Lemon?, 1986
- When God Wanted a Son, 1986
- Lady Othello, 1987
- Little Old Lady & Shoeshine, 1987
- Badenheim 1939, 1987
- The Mistress, 1988
- Beorhtel's Hill, 1988
- Men Die Women Survive, 1990
- Letter To A Daughter, 1990
- Blood Libel, 1991
- Wild Spring, 1992
- Bluey, 1993
- The Confession, 1993
- Circles of Perception, 1996
- Break, My Heart, 1997
- Denial, 1997
- Barabbas, 2000
- The Kitchen Musical, 2000
- Groupie, 2001
- Longitude, 2002
- Honey, 2005
- The Rocking Horse, 2007

## Premios y distinciones
Ha recibido, entre otros:
- 1959 Premio Evening Standard al dramaturgo revelación por Roots.
- 1964 Premio Marzotto (Italia) por  Their Very Own and Golden City.
- 1973 Premio El espectador y la crítica (España) por The Kitchen.
- 1999 Premio Last Frontier Lifetime Achievement (por su distinguido servicio en el teatro).

Posee doctorados honoris causa, en las Universidades de East Anglia, Queen Mary y Westfield College (de Londres) y Denison (de Ohio).